# Rowedota shepherdi
Rowedota shepherdi is een zeekomkommer uit de familie Chiridotidae.
De wetenschappelijke naam van de soort werd in 1976 gepubliceerd door Francis Rowe.